# Битва при Ашаффенбурге
Битва при Ашаффенбурге произошла 14 июля 1866 года в Австро-прусско-итальянскую войну.

## Перед боем
14 июля у Ашаффенбурга находились войска союзных армий под командой фельдмаршал-лейтенанта Нейпперга в составе одной дивизии гессенских войск (всего 10 000 человек) и австрийской бригады генерала Гана (7000 человек). 13 июня к Ашаффенбургу со стороны Лауфаха подходил генерал-лейтенант Гёбен с 13-й прусской пехотной дивизией в составе 25-й пехотной бригады генерал-майора Куммера, 26-й пехотной бригады генерал-майора Врангеля, резервной кавалерийской бригадой генерал-майора Трескова и Липпского фузилерного батальона капитана Кельнера (всего 15 000 человек).
13 июля генерал Нейпперг получил приказание от командира 8-го союзного корпуса удержать за собой в течение 14 июля Ашаффенбург, дабы обеспечить за собой переправу через реку Майн. Местность у Ашаффенбурге весьма неровная.
Сам город расположен на лесистых склонах майнского берега, перерезываемых ручьём. В полуверсте от Ашаффенбурга, к востоку, находилась роща, называемая «Фазаньей»; к северу лежала деревня Ау-Мюле.
Для исполнения возложенной на него задачи Нейпперг расположил австрийские войска впереди Ашаффенбурга, между Ау-Мюле и Фазаньей рощей, имея в тылу мост, но при этом упустил из виду, что улицы города узки и потому отступать по ним под натиском противника будет весьма затруднителыю.
На правом фланге позиции, примыкавшем к Фазаньей роще, Нейпперг поставил один батальон полка Вернгардта, и сюда же впоследствии во время боя был прислан один батальон полка Рейшара. В центре он расположил один батальон Нобилей и 35-й егерский батальон, на левом фланге у деревни Ау-Мюле батальон полка Гесса, а между ними нарезную гессенскую артиллерию.
Второй дивизией командовал сам генерал Нейпперг; здесь на правом фланге находился 2-й батальон Вернгардта, а на левом — один батальон Гесса. Вообще на Фазаныо рощу было обращено большое внимание, как на важный пункт, со взятием которого пруссаки могли легко пробраться по кривым улицам города к мосту и отрезать австрийцев от пути отступления.
Австрийская артиллерия прибыла в начале боя и расположилась у железнодорожной станции. В тылу у моста расположился 3-й батальон Вернгардта, прикрывая мост и обеспечивая отступление. Прочие гессенские войска стояли у станции и обеспечивали левый фланг позиции.

## Ход сражения
14 июля в 7:00 прусские войска повели наступление со стороны Аора: бригада Куммера — вдоль железнодорожного полотна, бригада Врангеля — по шоссе. Кавалерийские разъезды были высланы вперёд и вскоре донесли, что в Гесбахе замечены аванпосты австрийцев. Тотчас же прусские войска двинулись к этой деревне и овладели ею без боя, продолжая наступление к деревне Гольдбах.
В 7:30 Гёбен направил все войска тремя колоннами на Ашаффенбург: колонна Врангеля вдоль шоссе на Ау-Мюле; бригада Куммера вдоль железной дороги на Фазанью рощу; кавалерийская бригада Трескова (семь эскадронов) развернулась севернее шоссе на правом фланге для обеспечения бригады Куммера со стороны Ганау.
Преодолев упорное сопротивление австрийцев, бригада Врангеля ворвалась в Ау-Мюле и начала обстреливать обороняющихся во фланг и тыл огнём орудий, поставленных на высоту близ Ау-Мюле. Австрийцы не выдержали огня и отошли своим левым флангом назад. В это же время бригада Куммера направилась с трех сторон к Фазаньей роще, подготавливаяя атаку огнём, длившимся до 10:00, но не изменившим хода боя. После того, как артиллерийский обстрел завершился, пруссаки пошли в атаку. Защитники Фазаньей рощи, поддержанные соседними частями, в свою очередь бросились на атакующих в штыки, думая контратакой остановить пруссаков. Куммер встретил австрийцев дружными залпами, которых они не выдержали и стали отступать, теснимые пруссаками. 13-й прусский полк на плечах отступающих ворвался в Фазанью рощу, прошел до юго-западной опушки и здесь временно остановился для приведения в порядок своих рядов, расстроенных атакой. К нему подошёл другой полк 25-й бригады, и вся бригада направилась к Ашаффенбургу.
Лишь только началось наступление Куммера к Фазаньей роще, Гессенская дивизия снялась с позиции и ушла в Зелигенштейн, не предупредив об этом Нейпперга. С потерей рощи и неожиданным уходом гессенских войск держаться на позиции было невозможно, и австрийцы начали отступать к мосту, что и было выполнено в полном порядке. Артиллерия перешла по мосту на левый берег Майна и здесь повернула свои орудия против пруссаков.
В это время бригада Куммера пробралась по боковым улицам Ашаффенбурга к мосту и отрезала часть полка Вернгардта, которая сложила оружие; дальнейшее преследование было прекращено огнём двух австрийских орудий, расположившихся на левом берегу Майна. С отступлением правого фланга, левый не мог долго сопротивляться, тем более что бригада Врангеля дошла до железнодорожной станции и ворвалась в северо-восточную часть города.
Австрийцы отступили к мосту, но, заметив там войска Куммера, повернули к станции, штыками выбили пруссаков и частью пробились к мосту, увозя с собою и свои два орудия, частью же сложили оружие.
К 11:00 бой прекратился; мост был в руках пруссаков. Бригада Трескова опоздала, и потому о преследовании противника утомленной пехотой не могло быть и речи.

## Итоги сражения
Союзники в этом деле потеряли 47 офицеров и 2445 нижних чинов; пруссаки 17 офицеров и 163 нижних чина.
Быстрый успех пруссаков объясняется решительным способом ведения наступления и необъяснимым уходом Гессенской дивизии с поля сражения.